# Sfântu Gheorghe
Pour les articles homonymes, voir Sfântu Gheorghe (homonymie).
Sfântu Gheorghe (en hongrois : Sepsiszentgyörgy, en allemand : Sankt Georgen) est une ville du centre de la Roumanie, en Transylvanie, dans le Pays sicule, sur l'Olt.

## Géographie
La ville se situe dans une vallée entre les monts Baraolt (en) et les monts Bodoc (ro). Sfântu Gheorghe est le chef-lieu du județ de Covasna.

## Histoire
Sfântu Gheorghe est l'une des plus anciennes cités de Transylvanie : un document de 1332 mentionne déjà une colonie à cet endroit. Le nom de la ville est dérivé du saint patron local, Georges de Lydda.
Elle était déjà un centre économique et administratif au temps du comté hongrois de Háromszék, devenu aujourd'hui le județ de Covasna et, en partie, celui de Brașov. Dans la deuxième moitié du XIXe siècle, Sepsiszentgyörgy a développé des industries textile et cigarière. Au cours de la Seconde Guerre mondiale, le régime dictatorial de Miklós Horthy enferme les 850 Juifs de la ville et des villages voisins dans un ghetto avant de les déporter vers celui de Reghin et, de là, vers camp d'extermination d'Auschwitz.
Le village est le lieu de naissance du général hongrois Lajos Veress, qui commanda la 2e armée hongroise pendant la Seconde Guerre mondiale. Sfântu Gheorghe est aujourd'hui, pour les Sicules, un centre culturel important du Pays sicule (en hongrois : Székelyföld) et abrite le musée national sicule.
La ville organise deux foires commerciales par an.

## Politique
| Période | Période | Identité           | Étiquette | Qualité |
| ------- | ------- | ------------------ | --------- | ------- |
| 1992    | 2008    | Albert Álmos       | UDMR      |         |
| 2008    |         | Árpád-András Antal | UDMR      |         |

## Démographie
Elle compte 56 006 habitants en 2011, contre 60 900 en 2002, dont 73,62 % de Hongrois, 21,08 % de Roumains et 0,7 % de Roms.

## Monuments
- Église fortifiée (en hongrois : Vártemplom, en roumain : Biserică Fortificată), construite au XIVe siècle dans un style gothique
- Palais Beör (en hongrois : Beör Palota, en roumain : Palatul Beör), en ce moment, ce l'hôtel de UDMR, et construite au XIXe siècle dans un style neoclassique
- Archives de l'État, anciennement quartier général des bataillons de Hussards
- Bibliothèque municipale, construite en 1832, siège du conseil municipal
- Théâtre, utilisé de 1854 à 1866 comme hôtel de ville
- Bazar construit en 1868, avec un clocher datant de 1893
- Chapelle funéraire de l'réformée, œuvre d'Imre Makovecz (1996)
- La cathédrale orthodoxe « Saint-Georges le Grand Martyr et Saint-Nicolas » a été construite de 1939 à 1983. En 1993, le musée de la spiritualité roumaine a été créé dans la cathédrale. Le 28 septembre 2024, le buste de l'archiprêtre Aurel Nistor (1882-1974) a été inauguré. L'auteur des sculptures moldaves est Veaceslav Jiglițchi[3].

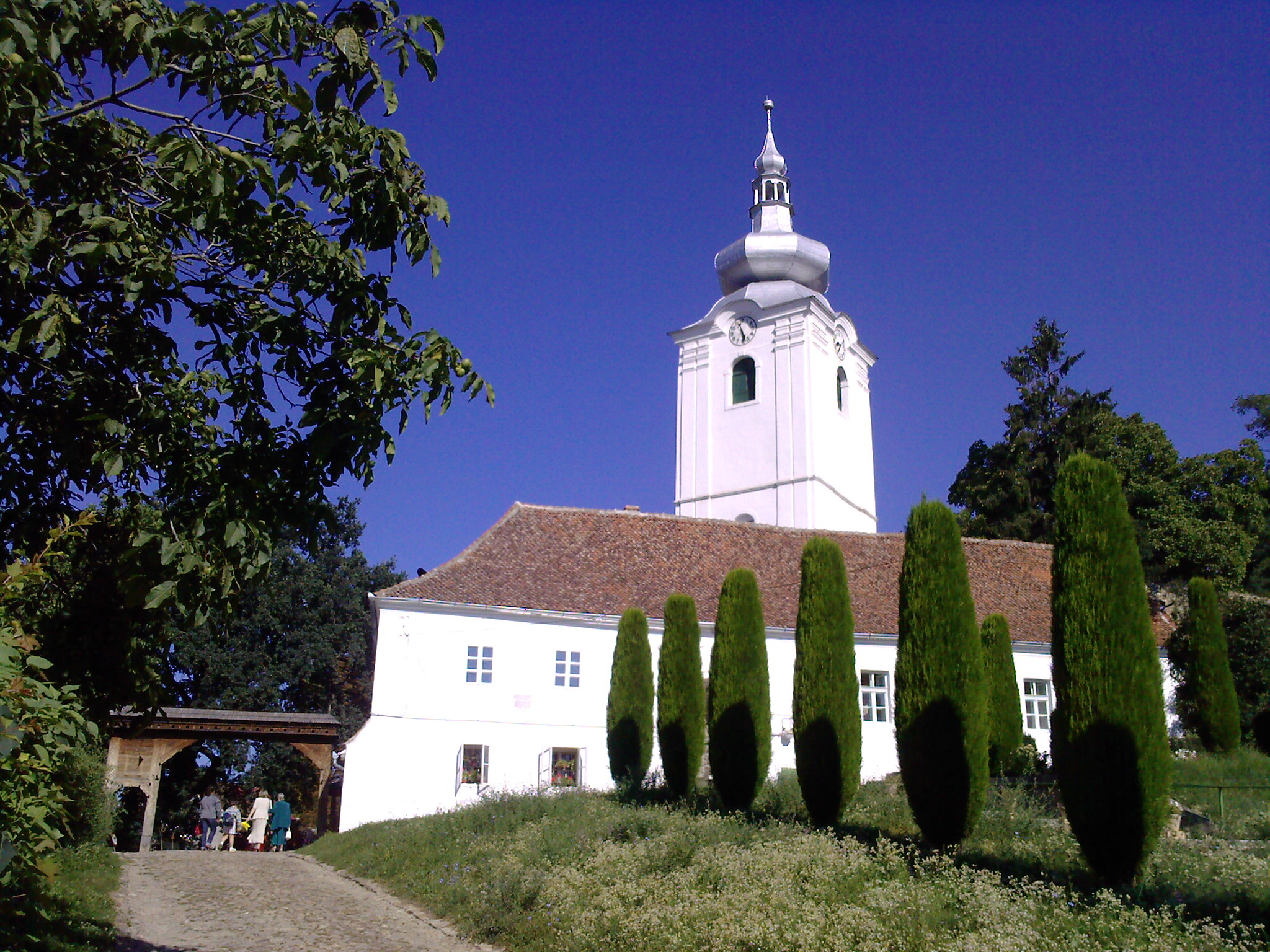
Église fortifiée réformée
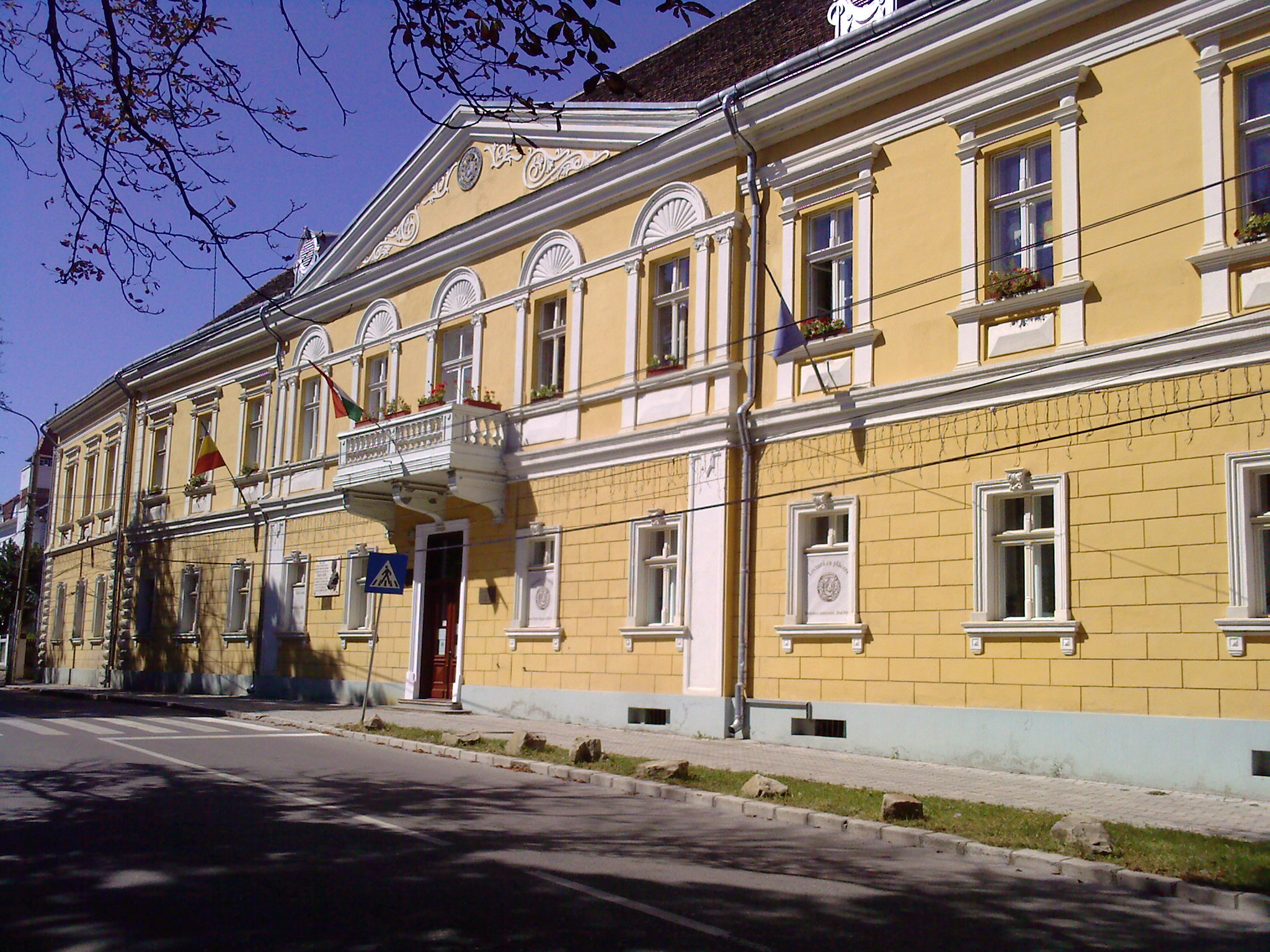
Bibliothèque municipale

## Sport
La ville de Sfântu Gheorghe possède une équipe de football professionnelle, le Sepsi Sfântu Gheorghe, qui a atteint la première division roumaine en 2017.

## Jumelages
La ville de Sfântu Gheorghe est jumelée avec :
- Alsónána (Hongrie)
- Cegléd (Hongrie)
- Ferencváros (Hongrie)
- Kecskemét (Hongrie)
- Kisbucsa (Hongrie)
- Kiskunhalas (Hongrie)
- Mosonmagyaróvár (Hongrie)
- Sárpilis (Hongrie)
- Veszprém (Hongrie)
- Kráľovský Chlmec (Slovaquie)
- Kanjiža (Serbie)
- Santa Cruz (Portugal)
- Givatayim (Israël)
- Saint-Georges-sur-Cher (France)
- Novossibirsk (Russie)